# Крамм, Готфрид фон
Готфрид Александр Максимилиан Вальтер Курт фон Крамм (нем. Gottfried Alexander Maximilian Walter Kurt von Cramm, встречается также написание von Gramm; 7 июля 1909, поместье Нетлинген, Ганновер — 9 ноября 1976, между Александрией и Каиром, Египет) — немецкий теннисист-любитель, один из ведущих теннисистов мира в середине 1930-х годов (в том числе вторая ракетка мира среди любителей в 1936 и 1937 годах). Фон Крамм, бывший основным игроком сборной Германии с 1933 года, неоднократно выводил её в межзональный финал Кубка Дэвиса, ни разу, однако, не сумев пройти в раунд вызова. На индивидуальном уровне он четырежды (в 1932—1935 годах) выигрывал международный чемпионат Германии, был двукратным победителем чемпионата Франции в одиночном разряде (в 1934 и 1936 годах) и трёхкратным финалистом Уимблдонского турнира (с 1935 по 1937 год). На его счету также три победы в турнирах Большого шлема в мужском и смешанном парном разряде.
Барон фон Крамм, известный как образец джентльменского поведения на корте, обладал ярко выраженной «арийской» внешностью, но критически относился к нацистским властям Германии. Эта позиция в совокупности с его гомосексуальностью в 1938 году привела к тюремному заключению. В ходе Второй мировой войны он полтора месяца провёл в боях на Восточном фронте, после чего был эвакуирован с обморожением ног и представлен к Железному кресту, однако вскоре после этого с позором уволен из армии. По окончании войны фон Крамм вернулся к активному участию в теннисных соревнованиях, дважды признавался спортсменом года в ФРГ и удостоился Серебряного лаврового листа.
Готфрид фон Крамм погиб в 1976 году в автомобильной катастрофе в Египте, где вёл деловые переговоры. Посмертно его имя включено в списки Международного зала теннисной славы (1977) и Зала славы немецкого спорта (2008).

## Биография

### Детство и юность

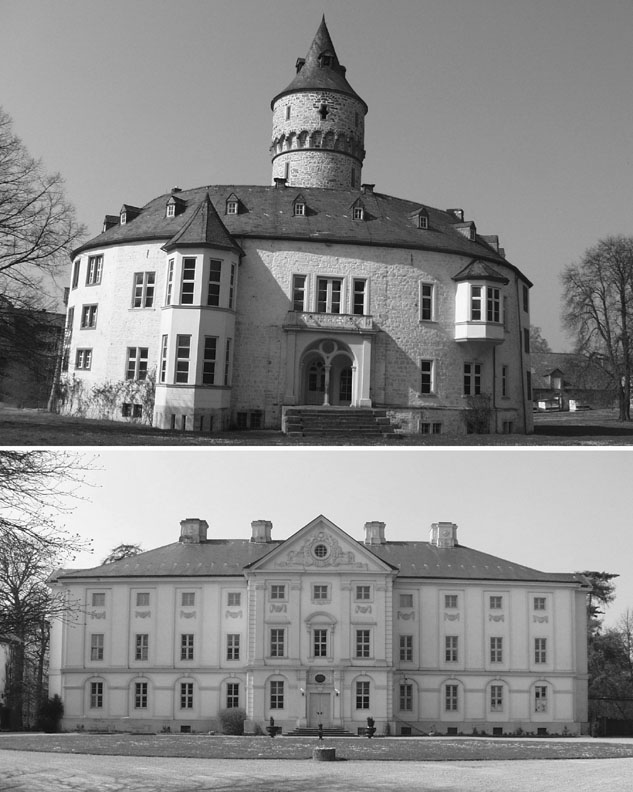
Замки семейства фон Крамм — Шлосс-Эльбер и Шлосс-Брюгген

Готфрид фон Крамм родился в 1909 году в семье барона Бургхарда фон Крамма и Ютты фон Крамм, единственной наследницы богатого и знатного ганноверского рода фон Штейнберг. В отличие от отца Ютты, у которого не было сыновей, она сама родила Бургхарду фон Крамму семерых мальчиков. Готфрид родился в родовом поместье фон Краммов в Неттлингене (юго-восточнее Ганновера), но когда ему было два года, семья после смерти отца Ютты перебралась в замок фон Штейнбергов Шлосс-Брюгген.
Отец Готфрида, изучавший юриспруденцию в Оксфорде, вернулся в Германию на рубеже веков проникнутым традиционной для англичан любовью к спортивным соревнованиям. Его детям с малолетства прививалась любовь к футболу, теннису и верховой езде (младший брат Готфрида, Эрн, в будущем стал известным жокеем). В фамильных замках Шлосс-Брюгген и Шлосс-Эльбер были построены грунтовые корты, и с 1919 года десятилетний Готфрид начал серьёзные тренировки.
Готфрид, как и другие дети фон Краммов, не посещал публичную школу, получив домашнее образование. К детям приглашались частные репетиторы, среди которых была фрейлейн Маркграф (или Маргграф), вернувшаяся после начала мировой войны в Германию из Англии, где воспитывала наследника престола — будущего короля Эдуарда VIII. Благодаря ей мальчики освоили безукоризненный оксбриджский английский.
В 1928 году Готфрид начал изучать юриспруденцию в Берлине, но вскоре занятия теннисом заняли всё его время. Осенью 1930 года он женился на Лизе фон Добенек — младшей дочери соседнего помещика, с которой был знаком с детства, а в ноябре того же года их фотография появилась на обложке популярного журнала Berliner Illustrirte Zeitung (эта фотография и через 50 лет после свадьбы украшала стену родного клуба фон Крамма). Всего через несколько месяцев после свадьбы Готфрид познакомился и близко сошёлся с молодым евреем-актёром Манассе Хербстом; Хербст был гомосексуалом, и впоследствии их отношения квалифицировали как любовную связь.

### В Третьем рейхе
После прихода к власти нацистов Хербсту пришлось спешно эмигрировать как еврею и гомосексуалу. Поскольку с первых дней пребывания Гитлера у власти был наложен запрет на вывоз евреями капиталов из Германии, Хербст оставил сбережения своей семьи фон Крамму с тем, чтобы тот вывез их из страны во время своих поездок на турниры. Он ещё несколько раз ненадолго приезжал в Германию, в последний раз покинув страну в марте 1936 года, когда его пребывание там стало слишком рискованным. Всего через два дня после этого в Ганновере от рака в возрасте 62 лет умер отец Готфрида. В довершение всего, в конце апреля, когда Готфрид проводил в Испании матч Кубка Дэвиса, он получил от Лизы телеграмму, в которой она просила о разводе, поскольку полюбила хоккеиста Густава Йенеке (будущего члена спортивных залов славы). Хотя официально они ещё некоторое время оставались мужем и женой и на публике демонстрировали сердечные отношения, их брак давно стал формальностью.
К этому времени фон Крамм, наряду с боксёром Максом Шмелингом, стал лицом «арийского» спорта благодаря своей яркой внешности. Однако высокий атлетичный блондин не питал симпатий к новому режиму и открыто это отношение высказывал. Он в частности критиковал нацистов за их отношение к евреям, из-за которого немецкая теннисная сборная потеряла своего ведущего игрока Даниэля Пренна, а также за введение всеобщей воинской обязанности, которая по его мнению отнимала у молодых спортсменов ключевые годы карьеры. Барон неоднократно отказывался вступить в НСДАП несмотря на уговоры рейхсмаршала Геринга, даже после того, как тот разорвал при нём все закладные, выписанные на замки фон Краммов еврейским банкирам.
Информация о гомосексуальных связах фон Крамма с неизбежностью дошла до гестапо. В апреле 1937 года к нему домой явились двое агентов, препроводивших его в главное управление этой структуры для допроса в связи с доносом некоего сутенёра из Ганновера, заявлявшего, что в прошлом подбирал барону «подходящих молодых людей». Фон Крамм категорически отверг обвинения, потребовав очной ставки с доносчиком. В этом ему было отказано, гестаповцы намекнули, что этот материал на него не единственный, но на первый раз позволили свободно уйти. Вероятно, к делу к этому моменту были приобщены в частности заявления Петера Хербингера, члена теннисного клуба на Церингерштрассе, о том, что они с Готфридом были любовниками. Вскоре после этого брак с Лизой фон Добенек официально окончился разводом, а летом в Лондоне фон Крамм регулярно появлялся в обществе Джеффри Нейрза — сына известного актёра Оуэна Нейрза, и слухи о гомосексуальном характере их отношений получили широкое распространение.

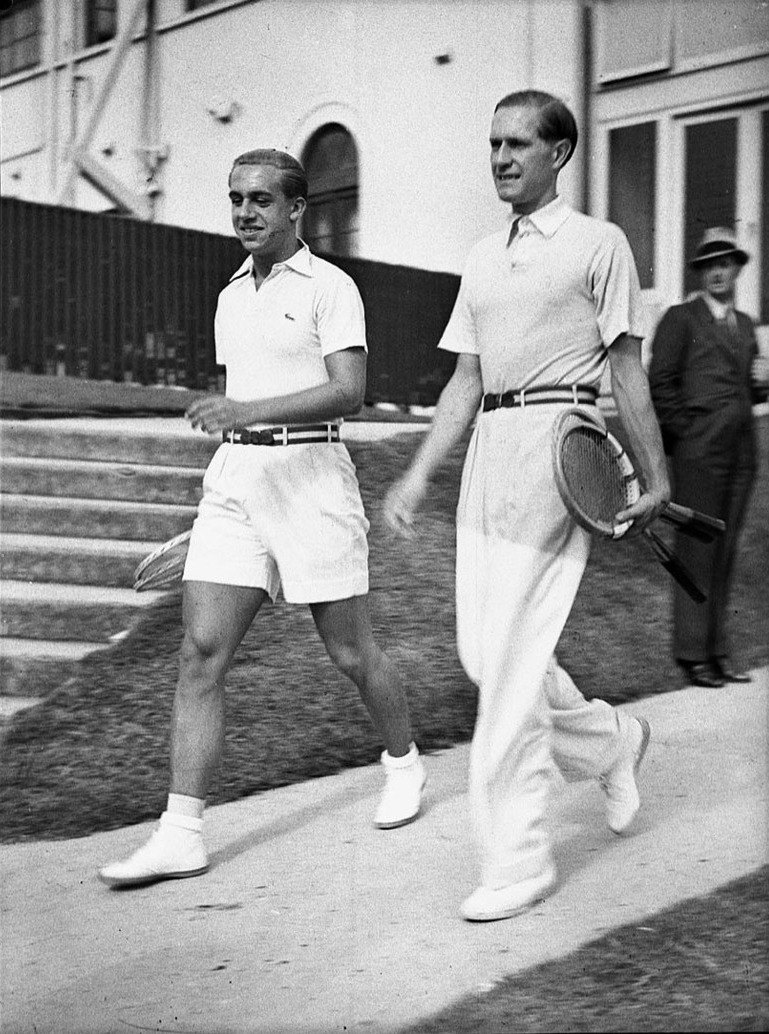
Хеннер Хенкель (в шортах) и фон Крамм (в брюках) во время турне по Австралии, 1937 год

После межзонального финала Кубка Дэвиса 1937 года, украшением которого стал матч между фон Краммом и лидером американской сборной Доном Баджем, с подачи последнего получила широкое распространение история, что по ходу матча немецкому теннисисту принесли телефон и тот несколько раз за короткий разговор ответил собеседнику «Ja, mein Führer», после чего «играл так, будто от этого зависела его жизнь». Сам фон Крамм отрицал, что имел телефонную беседу с Гитлером, и современные историки спорта склонны считать весь этот эпизод придуманным: Гитлер совершенно не интересовался теннисом и не имел привычки лично звонить спортсменам. При этом для фюрера определённо не были секретом оппозиционные настроения фон Крамма. Осенью того же года барон, проводивший серию показательных матчей против Дона Баджа накануне чемпионата Австралии, позволил себе в общении с местными журналистами критические замечания в адрес нацистской администрации. На следующий день после возвращения фон Крамм был арестован. Ему было предъявлено обвинение в половых извращениях, основанное на его давней связи с Хербстом, которому позже фон Крамм передавал деньги за границу — причём сам факт вывоза валюты из страны по германским законам того времени представлял собой дополнительное преступление. Адвокат барона Карл Лангбен, стараясь уменьшить потенциальное наказание, посоветовал ему признаться во «взаимной мастурбации», которая, хотя и каралась законом, считалась менее тяжёлым преступлением, чем «акты, имитирующие половую связь», а до 1935 года и вовсе была ненаказуема. Суду также было заявлено, что передача денег Хербсту была вынужденной и что фон Крамм был жертвой шантажа со стороны любовника-еврея. 14 мая 1938 года фон Крамм был приговорён к году тюремного заключения невзирая на семейные связи, международные протесты и заступничество Геринга (хотя возможно, что наказание было бы более тяжёлым, если бы не эти факторы). Биографы фон Крамма, единодушно полагающие, что суд был показательным и его результат был предрешён, расходятся во мнениях о том, основывались ли обвинения, предъявленные барону, на реальных обстоятельствах. Одни авторы не подвергают сомнению гомосексуальность фон Крамма в целом и его связь с Хербстом в частности, ссылаясь на слова его соперников по корту и подписанное им в первые дни следствия признание, но расценивают суд и заключение как всего лишь удобный повод для властей Третьего рейха свести счёты со строптивым аристократом. Другие источники утверждают, что уголовная статья скрывала под собой чисто политическое преследование и никакой любовной связи между фон Краммом и Хербстом не было.
Отношение тюремного начальства к фон Крамму было достаточно терпимым. В то время как других заключённых периодически избивали, а иногда и убивали, с ним такого не происходило; ему позволяли читать книги и газеты и слушать радио, а работы, которые он выполнял, не относились к числу самых грязных. Барон отбыл в берлинской тюрьме примерно половину срока и был досрочно освобождён 16 октября 1938 года за хорошее поведение, после этого уехав в Швецию, куда его пригласил король Густав V, его давний соперник по кортам Французской Ривьеры. Фон Крамм давал понять, что готов переехать в США и, возможно, перейти в профессионалы, но этим планам не суждено было сбыться, так как из-за судебного приговора за «преступление против нравственности» ему не выдали визу. Под аналогичным предлогом он также не был допущен к участию в Уимблдонском турнире.
После начала Второй мировой войны фон Крамм добровольно вернулся в Германию и был призван рядовым в действующую армию. В письме другу он писал: «Вне зависимости от того, каковы мои взгляды или чувства в отношении нынешнего правительства, Германия — моё отечество, и я не смог бы смотреть сам себе в глаза, если бы не вернулся». Первые полтора года службы фон Крамм провёл в оккупированных Нидерландах, в тыловой части в Утрехте, но когда в конце 1941 года началось контрнаступление Красной армии под Москвой, его перебросили на Восточный фронт. В течение шести недель в начале 1942 года барон в составе пулемётного расчёта участвовал в боях за Смоленск, пока не был эвакуирован в тыл с обморожением обеих ног; из 120 солдат его роты в Германию вернулись 19. Фон Крамм получил Железный крест за отвагу, но вскоре был с позором уволен из армии — его племянник предполагает, что его подозревали в сотрудничестве с врагом, и утверждает, что подозрения были обоснованными и барон был связан с антифашистским подпольем. Несомненным является то, что фон Крамм был лично знаком со многими деятелями подполья, даже если и не участвовал напрямую в его деятельности; однако причиной увольнения могла стать и начинавшаяся в это время чистка, в ходе которой из армии изгонялись любые представители старой имперской аристократии. Двое из его братьев не пережили первые годы войны — один умер в 1940 году от пневмонии в военном госпитале, а другой пропал без вести в начале 1942 года. Сам Готфрид, однако, не только вернулся живым с фронта, но и остался не затронут репрессиями против аристократов, развязанными после неудачного покушения на Гитлера 20 июля 1944 года.

### Послевоенная жизнь
После окончания войны фон Крамм вернулся в Берлин, где организовал восстановление своего теннисного клуба. В 1951 году он основал в Гамбурге компанию, занимавшуюся импортом египетского хлопка в Западную Германию. В ноябре 1955 года он вторично женился, на Барбаре Хаттон, наследнице империи универмагов «Вулворт», став её шестым мужем. Романтический интерес к немецкому чемпиону Хаттон начала проявлять ещё в 1937 году, будучи замужем во второй раз, за графом фон Хаугвицем-Ревентловом; этот интерес сохранялся на протяжении 18 лет и ещё трёх браков Хаттон, прежде чем ей всё-таки удалось женить на себе фон Крамма. Однако этот союз оказался недолгим, распавшись уже к 1957 году (бракоразводный процесс продолжался до 1959 года). Биограф фон Крамма Джон Фишер называет среди причин разрыва тот факт, что барон по-прежнему не мог получить визу в США и много времени уделял своему бизнесу и молодым мужчинам — всё это не устраивало Хаттон, рассчитывавшую, что муж будет сопровождать её повсюду. В свою очередь фон Крамм не мог смириться с беспорядочным образом жизни Барбары и её запоями. При разводе Хаттон оставила мужу 600 тысяч долларов, но эти деньги для него не играли принципиальной роли, так как его предприятие процветало.
Деловые интересы компании заставляли барона проводить много времени в Каире — городе, который он полюбил ещё до войны. 9 ноября 1976 года его машина столкнулась на дороге между Александрией и Каиром с военным грузовиком. Готфрид фон Крамм умер в машине скорой помощи по дороге в больницу. В 2002 году он был посмертно реабилитирован, и судимость 1938 года снята.

## Спортивная карьера

### Начало карьеры
Начав заниматься теннисом в десять лет, Готфрид фон Крамм вскоре был настолько очарован этой игрой, что свои жизненные планы стал связывать именно с ней. В 13 лет на вопрос о том, кем он станет, когда вырастет, мальчик уверенно ответил: «Чемпионом мира по теннису!» Первые шаги в теннисе Готфрид делал на домашних грунтовых кортах, построенных в семейных поместьях Шлосс-Брюгген, Эльбер и Боденбург. Кроме того, он и его братья часто играли в теннис в Бургдорфе — поместье соседей-аристократов фон Добенеков, где корты были более высокого качества. Частыми гостями семейства фон Краммов были ведущие германские теннисисты прошлых лет и современности: Отто Фройцхайм, Роберт и Генрих Клайншроты, Роман Найух, а в 1928 году, когда Готфриду было 19 лет, Фройцхайм привёз в Бургдорф посетившего с визитом Германию 35-летнего Билла Тилдена — одного из лидеров мирового тенниса и бывшую первую ракетку мира. Тилден быстро распознал высокий спортивный потенциал Готфрида и дал ему несколько важных уроков, в том числе обучив более эффективному удару закрытой ракеткой — этот аспект игры у юноши, державшего ракетку континентальной хваткой, был поставлен наиболее слабо.
Хотя приезд фон Крамма в Берлин в 1928 году был формально связан с его поступлением на юридический факультет и потенциальной карьерой дипломата, юноша очень быстро стал проводить не только всё свободное время, но и часть времени, отведённого на занятия, в популярном берлинском теннисном клубе «Рот-Вайс». В отличие от конкурирующего клуба «Блау-Вайс», известного своей консервативностью и присутствием в рядах его членов многих высших офицеров германской армии, «Рот-Вайс» был более демократичным и богемным, его посещали деятели искусств и свободных профессий, многие из которых были евреями. В первый год пребывания в Берлине Готфрид не участвовал в официальных турнирах, но по много часов в день проводил в тренировках и спаррингах с сильнейшими игроками клуба. За это время он в частности серьёзно улучшил игру закрытой ракеткой: если вскоре после его прибытия одна из лучших теннисисток страны Паула фон Резничек на пари выиграла у приезжего новичка матч из трёх сетов, постоянно отправляя ему мячи под левую руку, то через полгода он уже легко обыграл её в двух сетах, ликвидировав свою слабость. В 1929 году фон Крамм принял участие в своём первом турнире, став чемпионом Германии среди студентов, а летом сыграл в международном соревновании в клубе «Блау-Вайс». Хотя там ему не удалось победить (чемпионом стал француз Рене Лакост), он сумел обыграть нескольких серьёзных соперников, включая американского протеже Тилдена Уилбура (Джуниора) Коэна, в 16 лет и 5 месяцев уже успевшего выступить в Кубке Дэвиса в составе сборной США.

### Путь к лидерству в национальном рейтинге
1929 год фон Крамм закончил на десятом месте во внутреннем рейтинге теннисистов Германии, которое делил с ещё тремя игроками. В феврале 1930 года он впервые принял участие в серии международных теннисных турниров на юге Европы, где снова обыграл нескольких именитых соперников. На потенциал молодого теннисиста обратил внимание Даниэль Пренн — в то время вторая ракетка Германии и уже один из лучших игроков Европы, выразивший желание тренировать его.

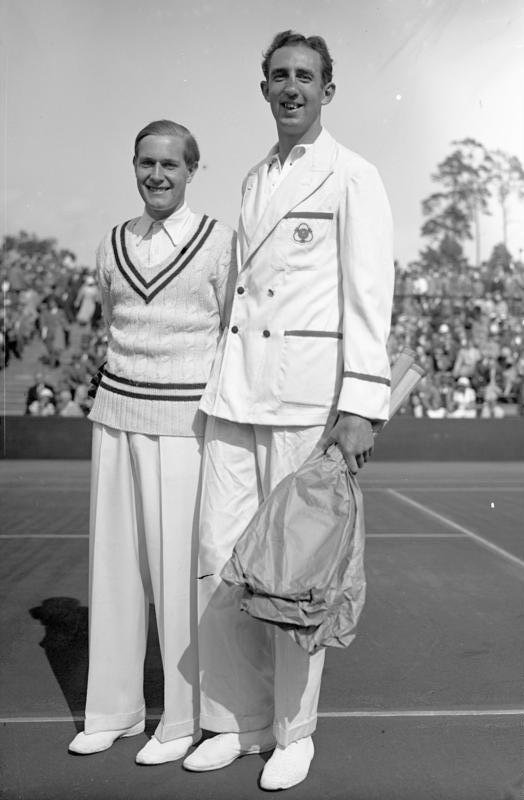
Готфрид фон Крамм (слева) и Джордж Литтлтон-Роджерс (Ирландия) на матче Кубка Дэвиса в Берлине, 1932 год

В апреле следующего года в Афинах фон Крамм завоевал свой первый международный титул, став победителем международного чемпионата Греции в одиночном разряде и в паре с Генрихом Клайншротом. После этого он дошёл до четвёртого круга на чемпионате Франции и на Уимблдонском турнире, причём в Париже в первом же круге вывел из борьбы Вернона Керби — первую ракетку сборной Южной Африки, которой германская команда незадолго до этого уступила в Кубке Дэвиса. По итогам года фон Крамм разделил первую строчку в рейтинге германских теннисистов с Пренном.
В 1932 году молодой барон был включён в сборную Германии. С мая по июль немцы выиграли пять матчей, в том числе с британцами, которых представляли Банни Остин и молодой Фред Перри, и победили в европейском зональном турнире, уступив только американцам в межзональном финале. Фон Крамм выиграл восемь встреч из 11 в одиночном разряде (в том числе против Остина) и две из четырёх встреч в парах. Летом он также стал победителем открытого чемпионата Германии в Гамбурге, обыграв в финале лидера чехословацкой сборной Родериха Менцеля, после чего был удостоен личной аудиенции у президента страны Гинденбурга. По итогам сезона фон Крамм впервые попал в список десяти сильнейших теннисистов мира, ежегодно составляемый журналистами газеты Daily Telegraph — в этом списке он занял восьмое место, а Пренн шестое.

### В мировой теннисной элите
В 1933 году, после прихода к власти нацистов, Даниэль Пренн, еврей по происхождению, был изгнан из сборной Германии в Кубке Дэвиса, и существенно ослабленная команда проиграла уже в третьем круге японцам. На чемпионате Франции и самому фон Крамму было разрешено участвовать только в соревнованиях пар. На Уимблдоне, где он играл в одиночном разряде, барон выбыл из борьбы в третьем круге, однако в смешанном парном разряде с Хильдой Кравинкель он выиграл этот турнир, не отдав соперникам на пути к победе ни одного сета. Это был второй титул за историю Уимблдона, завоёванный немецкими теннисистами — первый, за два года до этого, завоевала Цилли Ауссем, победившая Кравинкель в женском одиночном финале. В мае следующего года, выиграв четыре пятисетовых матча и отыграв матч-бол в финале против Джека Кроуфорда, за год до этого едва не ставшего первым обладателем Большого шлема, фон Крамм завоевал звание чемпиона Франции в одиночном разряде. В мировом рейтинге по итогам сезона он поднялся на третью позицию, пропустив вперёд только Фреда Перри и Кроуфорда.
В 1935 году фон Крамм дошёл до финала в одиночном разряде как на чемпионате Франции, так и на Уимблдоне, в обоих случаях проиграв Перри. Он также снова дошёл со сборной Германии, где теперь с ним выступал коллега по берлинскому клубу Хеннер Хенкель, до межзонального финала Кубка Дэвиса, выиграв за сезон семь из восьми встреч в одиночном разряде (за исключением уже ничего не решавшего поражения от Дона Баджа в пятой игре межзонального финала и включая победу над Кроуфордом в полуфинале европейской зоны) и две из трёх в парах. Свою единственную парную встречу в Кубке Дэвиса в этом году он тоже проиграл в матче с американцами, где во встрече пар ему и Каю Лунду противостояли Уилмер Эллисон и Джон ван Рин. Немецкая пара не сумела реализовать пять матч-болов, а от шестого фон Крамм отказался сам, сообщив судье, что его ракетка коснулась мяча до того, как Лунд выиграл очко. Американцы после этого сумели довести встречу пар до победы, что фактически означало и поражение немцев во всём матче в целом. После игры администратор немецкой сборной (некоторые источники называют имя Генриха Клайншрота, занимавшего пост капитана команды) упрекнул барона в том, что тот своим отказом от очка подвёл товарищей по сборной и весь германский народ. Фон Крамм, однако, ответил, что честной игрой он не подводит немцев как нацию, а, наоборот, укрепляет их доброе имя.
На следующий год фон Крамм завоевал свой второй чемпионский титул на «Ролан Гаррос», победив в финале Перри, причём при счёте 2-2 по сетам выиграл пятый сет всухую — 6-0. После этого на Уимблдоне барон во второй раз подряд пробился в финал после побед над первой ракеткой Испании Энрике Майером, Кроуфордом и Банни Остином. В финале он снова встречался с Перри, но борьбы не получилось. Добираясь из гостиницы на стадион, фон Крамм попал в автомобильную аварию и, хотя на первый взгляд серьёзных травм у него не было, в раздевалке перед матчем у него начались судороги. Получив врачебную помощь, немец вышел на корт, но уже в первом гейме на его подаче у него окончательно отказала бедренная мышца. Барон отказался сдавать матч или снова обращаться за медицинской помощью, во время игры передвигался по корту только шагом и проиграл со счётом 6-1, 6-1, 6-0. После матча он принёс извинения публике и сопернику за то, что не мог играть лучше. Через две недели фон Крамм оправился достаточно, чтобы в первой игре межзонального финала Кубка Дэвиса нанести поражение в пяти сетах молодому перспективному австралийцу Адриану Квисту со счётом 4-6, 6-4, 4-6, 6-4, 11-9. Однако второй номер немецкой сборной, Хенкель, только что перенёс грипп и проиграл обе своих одиночных встречи и парную игру с Краммом, таким образом досрочно отдав победу сборной Австралии. По итогам сезона фон Крамм занял второе место в списке десяти сильнейших игроков мира Daily Telegraph
В 1937 году германская теннисная федерация вообще не заявила фон Крамма — действующего чемпиона — на чемпионат Франции в одиночном разряде, рассчитывая, что там победит Хенкель. От барона при этом, видимо, ждали побед в Великобритании — сначала на Уимблдоне, а затем и в Кубке Дэвиса. Хенкель действительно завоевал титул в Париже, причём и в одиночном разряде, и в паре с Готфридом. Сам фон Крамм дошёл до третьего в карьере финала Уимблдона в одиночном разряде, в четвертьфинале в пяти сетах одолев Кроуфорда, а в полуфинале в четырёх сетах — Остина. Однако, хотя большинство теннисных экспертов отдавало ему на тот момент, после ухода Перри в профессионалы, первое место в мировом любительском рейтинге, букмекеры накануне турнира принимали на него ставки только в отношении 2:1, тогда как Бадж котировался выше — 1:1. Результат финала показал их правоту — хотя немецкий теннисист сражался достойно и несколько раз брал геймы на подаче соперника, Бадж выглядел физически сильнее и увереннее и одержал победу в трёх сетах. В парном разряде они встретились в тот же день в полуфинале, и фон Крамм с Хенкелем не сумели удержать преимущество в два сета против Баджа и Джина Мако, которые затем выиграли и финал.
Через две недели фон Крамм и Бадж сошлись на уимблдонских кортах в межзональном финале Кубка Дэвиса. Этот матч рассматривался как де-факто досрочный финал, так как ожидалось, что после перехода Перри в профессионалы Банни Остин и Чарльз Хейр не смогут отстоять звание ни против американцев, ни против немцев. За три дня межзонального финала фон Крамм и Бадж встретились дважды; в первый раз это произошло в парной игре. Фон Крамм и Хенкель выиграли первый сет, вели 5-3 во втором, имели два сет-бола в третьем и преимущество в три гейма в четвёртом, но американцы сумели вырвать победу. В последний день матча, после того как Хенкель сравнял в нём счёт, обыграв Битси Гранта, Бадж и фон Крамм вышли на корт в решающей, пятой встрече. Бадж, проигрывая 2-0 по сетам, сумел сравнять счёт. Ещё раз ему удалось отыграться при счёте 4-1 по геймам в пятом сете, когда тренер немцев, бывшая звезда американского тенниса Билл Тилден, уже готовился праздновать победу. В итоге Бадж победил 6-8, 5-7, 6-4, 6-2, 8-6, реализовав свой пятый матч-бол в 14-м гейме пятого сета. Этот матч многие теннисные комментаторы и в начале XXI века считают самым красивым в истории игры. После этого Бадж, также в пятисетовом поединке, взял верх над фон Краммом в финале чемпионата США, сделав заявку на завоёванный в следующем году первый в истории Большой шлем. Сам барон пробился в этот финал не без труда, проиграв по два сета в матчах с Битси Грантом и Бобби Риггсом. С другой стороны, в этом году он завоевал два титула на турнирах Большого шлема в паре с Хенкелем — сначала во Франции, а потом в США, где они в финале обыграли Баджа и Мако. В начале следующего года они дошли до финала на чемпионате Австралии, а в одиночном разряде фон Крамм проиграл в полуфинале. Выступления в США и Австралии были частью восьмимесячного заграничного турне немецких теннисистов. Когда незадолго до его начала барон рассказал о своих планах Тилдену, тот заявил, что такой график слишком тяжёл, и посоветовал ему сделать после Уимблдона полугодичный перерыв в выступлениях. В ответ фон Крамм дал понять, что от его успешных выступлений может напрямую зависеть его жизнь.

### Последние предвоенные годы и завершение выступлений
Дальнейшие выступления в 1938 году для фон Крамма были прерваны арестом и тюремным заключением по 175 параграфу за мужеложство. В следующем году он жил в Швеции и помогал в подготовке её национальной сборной, даже сыграв за неё в неофициальном матче против американцев. Барона не допустили к участию в Уимблдонском турнире — немецкая федерация не стала его заявлять, а его индивидуальную заявку отклонили из-за судимости; по той же причине фон Крамму вообще не выдали визу в США. Однако он был допущен на Queen's Club Championships — травяной турнир, предшествующий Уимблдону, — и нанёс поражение обоим будущим финалистам Уимблдонского турнира этого года Бобби Риггсу и Элвуду Куку. Победа над Риггсом была разгромной — матч закончился со счётом 6-0, 6-1; возможно, что это был тактический ход Риггса, известного тем, что нарочно проигрывал по ходу турниров целые сеты, чтобы повысить ставки за противника, прежде чем с ним покончить и забрать выигранные деньги. Результатом сокрушительного поражения накануне Уимблдона могли стать более выгодные для него ставки в ходе этого турнира, который молодой американец в итоге выиграл во всех трёх разрядах. Однако уровень игры фон Крамма в тот момент объективно делал бы его одним из претендентов на победу в Уимблдонском турнире, если бы он был туда допущен. Вскоре после этого Вторая мировая война положила конец теннисным соревнованиям в Европе до 1945 года.
По окончании войны фон Крамм три года занимался восстановлением родного берлинского клуба «Рот-Вайс». В 1948 и 1949 годах он выиграл чемпионат страны. В 1951—1953 годах барон выступал в составе сборной ФРГ в Кубке Дэвиса, в общей сложности выиграв 12 из 15 одиночных и пять из семи парных встреч и дойдя с командой до европейского финала в 1951 году. В этом же году он в первый раз за 14 лет сыграл в Уимблдонском турнире, проиграв в первом же круге будущему финалисту Ярославу Дробному. Когда в Западной Германии начали избирать «спортсмена года», именно фон Крамм первым удостоился этого звания, причём дважды подряд. В 1951 году в составе сборной ФРГ в Кубке Дэвиса он стал также кавалером Серебряного лаврового листа — незадолго до этого учреждённой национальной спортивной награды.
Свои последние официальные матчи в Кубке Дэвиса Готфрид фон Крамм провёл на «Ролан Гаррос» — стадионе, где дважды становился чемпионом Франции, — когда ему было почти 44 года. В 1954 году он выиграл свои последние любительские турниры и продолжал выступать в официальных соревнованиях ещё год после этого, затем ограничив себя товарищескими матчами, в том числе в каирском спортивном клубе «Джезира».

## Стиль игры и манера поведения
Стиль Готфрида фон Крамма был выработан на грунтовых кортах, и именно это покрытие он предпочитал до конца жизни. Его широкий плавный замах ракеткой хуже подходил для быстрых травяных кортов, подобных тем, на которых игрались Уимблдонский турнир и чемпионат США. Подача фон Крамма была усовершенствованным вариантом подачи, известной как «американская кручёная», причём особенно оригинально он подавал во второй раз — подбрасывал мяч слегка влево и назад, выгибая спину перед ударом и в результате очень сильно подкручивая мяч. Особенно успешной такая подача была на грунтовых кортах, где давала высокий и непредсказуемый отскок. В начале карьеры его слабым местом, как и у Билла Тилдена, был удар закрытой ракеткой, но позднее он этот недостаток устранил, переняв удар у Тилдена. Отмечалось, что вторая подача фон Крамма характеризовалась относительно высокой траекторией, что использовал, в частности, Дон Бадж в матче Кубка Дэвиса в 1937 году. Перенесённая в 11-летнем возрасте травма (лошадь, которую маленький Готфрид угощал сахаром, откусила ему верхнюю фалангу указательного пальца правой руки) также оказала влияние на игру фон Крамма: в течение всей карьеры он использовал ракетки с необычно тонкой ручкой. Его ракетки были не только тонкими, но и лёгкими, как у Тилдена (напротив, Бадж играл очень тяжёлой ракеткой, хорошо подходившей для его пушечной подачи); излюбленной фирмой фон Крамма была британская Dunlop — в частности, матчи Кубка Дэвиса в 1937 году он проводил с ракеткой модели Maxply этой фирмы.
На корте немецкий теннисист демонстрировал исключительную выносливость, сохраняя отличную физическую форму на протяжении даже самых длинных матчей. По его собственным словам, сказанным однажды Дону Баджу, в случаях, когда игрался пятый сет, его шансы на победу следовало оценивать как три к одному. С самим Баджем эта статистика не работала (только за 1937 год американец дважды победил его именно в пятисетовых поединках), но оба своих титула в чемпионате Франции — в 1934 и 1936 годах — фон Крамм завоевал в пяти сетах, причём за чемпионат Франции 1934 года ему пришлось сыграть 56 геймов в финале в дополнение к 212 геймам в предшествующих пяти раундах, четыре из которых тоже продолжались до пятого сета.
Однако основной чертой игрового стиля барона фон Крамма называют его приверженность идеалам честной игры. В посвящённой фон Крамму статье в журнале Sports Illustrated в качестве характерного примера приводится эпизод матча Кубка Дэвиса против сборной США в 1935 году. В этой игре барон опротестовал засчитанный немцам матч-бол, объявив, что коснулся мяча ободом своей ракетки до того, как его партнёр Кай Лунд нанёс победный удар. В итоге немцы проиграли эту встречу (6-3, 3-6, 7-5, 7-9, 6-8), а за ней и весь матч. Другой характеристикой поведения фон Крамма на корте являлось его уважение к судьям, о чём свидетельствует его диалог с Доном Баджем на Уимблдонском турнире того же года. Бадж, недовольный решением бокового судьи, засчитавшего в его пользу сомнительный мяч, следующую свою подачу демонстративно проиграл, но фон Крамм после игры упрекнул его, что тем самым он унизил судью на глазах у тысяч зрителей. Sports Illustrated также упоминает о том, как фон Крамм, травмированный на пути в Всеанглийский клуб на финал Уимблдонского турнира 1936 года, усугубил травму в первом сете, но даже понимая, что у него нет шансов на победу, довёл матч с Перри до конца. Как пример скромности немецкого теннисиста приводится также тот факт, что тот предпочитал представляться как «Готфрид Крамм», не подчёркивая свой дворянский титул.

## Участие в финалах турниров Большого шлема за карьеру (11)

### Одиночный разряд (2-5)
| Результат | Год  | Турнир                | Соперник в финале | Счёт в финале           |
| --------- | ---- | --------------------- | ----------------- | ----------------------- |
| Победа    | 1934 | Чемпионат Франции     | Джек Кроуфорд     | 6-4, 7-9, 3-6, 7-5, 6-3 |
| Поражение | 1935 | Чемпионат Франции     | Фред Перри        | 3-6, 6-3, 1-6, 3-6      |
| Поражение | 1935 | Уимблдонский турнир   | Фред Перри        | 2-6, 4-6, 4-6           |
| Победа    | 1936 | Чемпионат Франции (2) | Фред Перри        | 6-0, 2-6, 6-2, 2-6, 6-0 |
| Поражение | 1936 | Уимблдонский турнир   | Фред Перри        | 1-6, 1-6, 0-6           |
| Поражение | 1937 | Уимблдонский турнир   | Дон Бадж          | 3-6, 4-6, 2-6           |
| Поражение | 1937 | Чемпионат США         | Дон Бадж          | 1-6, 9-7, 1-6, 6-3, 1-6 |

### Мужской парный разряд (2-1)
| Результат | Год  | Турнир              | Партнёр        | Соперники в финале             | Счёт в финале      |
| --------- | ---- | ------------------- | -------------- | ------------------------------ | ------------------ |
| Победа    | 1937 | Чемпионат Франции   | Хеннер Хенкель | Вернон Керби Норман Фаркуарсон | 6-4, 7-5, 3-6, 6-1 |
| Победа    | 1937 | Чемпионат США       | Хеннер Хенкель | Дон Бадж Джин Мако             | 6-4, 7-5, 6-4      |
| Поражение | 1938 | Чемпионат Австралии | Хеннер Хенкель | Джон Бромвич Адриан Квист      | 5-7, 4-6, 0-6      |

### Смешанный парный разряд (1-0)
| Результат | Год  | Турнир              | Партнёрша         | Соперники в финале          | Счёт в финале |
| --------- | ---- | ------------------- | ----------------- | --------------------------- | ------------- |
| Победа    | 1933 | Уимблдонский турнир | Хильда Кравинкель | Мэри Хили Норман Фаркуарсон | 7-5, 8-6      |

## Увековечение памяти

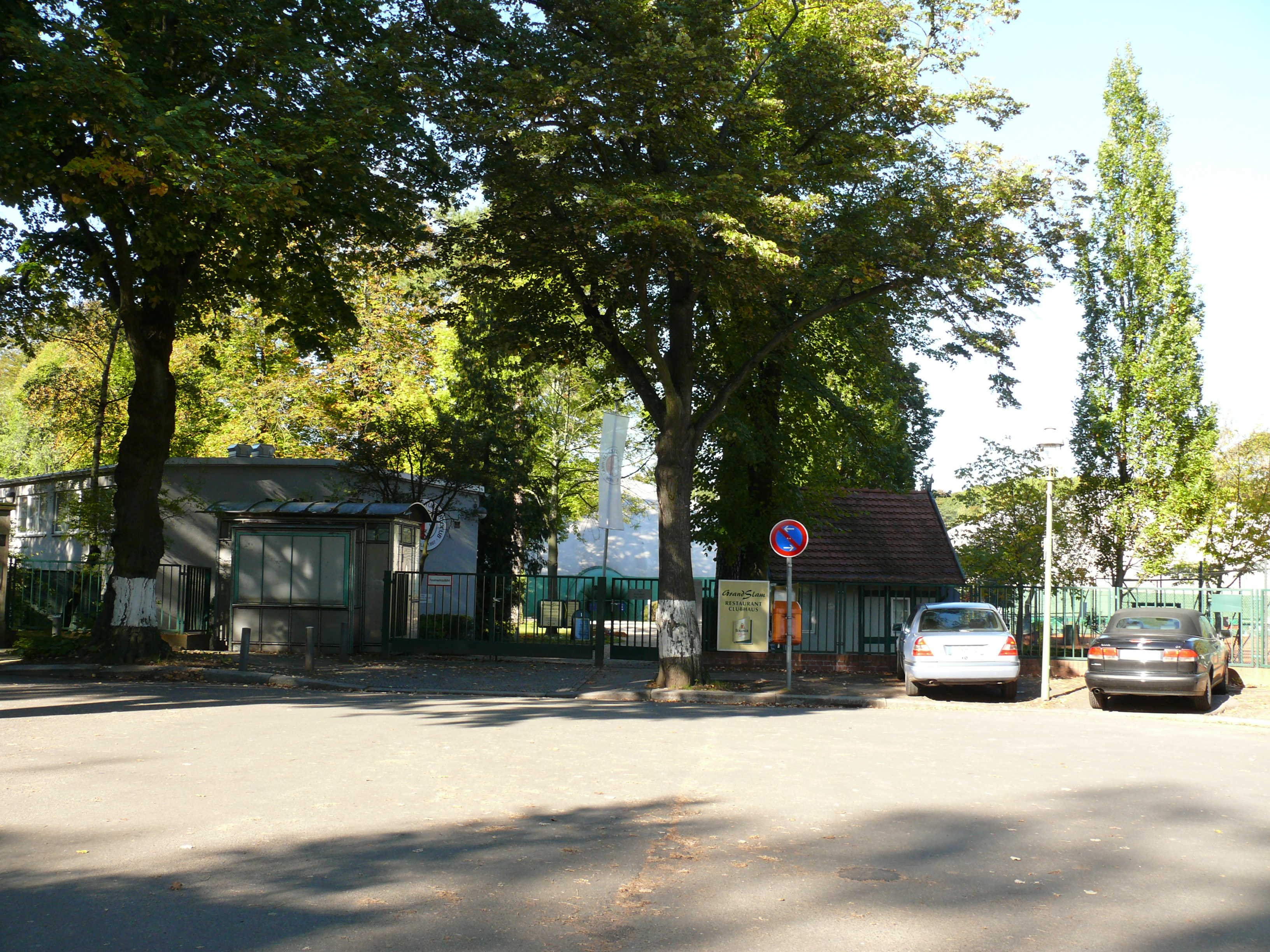
Готфрид-фон-Крамм-Вег у входа в клуб «Рот-Вайс»

На следующий год после смерти имя Готфрида фон Крамма было внесено в списки Международного зала теннисной славы. Когда в мае 2008 года в Берлине открылся Зал славы немецкого спорта, барон фон Крамм стал одним из сорока спортсменов, первыми включённых в его списки. Берлинской улице, на которой расположен его родной клуб «Рот-Вайс», присвоено имя Готфрид-фон-Крамм-Вег.
Фон Крамм стал героем биографических книг, изданных в 1990 году в Германии Эгоном Штайнкампом и двумя десятилетиями позже в США Джоном Фишером; ещё одна немецкая биография, написанная Йенсом Нордальмом, опубликована в 2021 году. В том же году вышел роман немецкого писателя Тома Заллера «Юлиус, или Красота игры», образ главного героя которого Юлиуса фон Берга основан на фактах жизни фон Крамма. В 2017 году было сообщено, что началась работа над биографическим фильмом, посвящённым фон Крамму. Продюсером проекта под рабочим названием «Лицо для плаката» (англ. Poster Boy), который должен быть реализован как полнометражный фильм или мини-сериал, стал лауреат «Оскара» Дэвид Парфитт, а в качестве автора сценария приглашён английский актёр Патрик Райкарт, чей интерес биография фон Крамма привлекла около 20 лет назад.
Несколько фрагментов финального матча чемпионата Франции 1935 года, в котором фон Крамм проиграл Фреду Перри, были показаны в эпизоде «Смерть в облаках» (1992) телесериала «Пуаро Агаты Кристи». В фильме «Бедная маленькая богачка» о жизни Барбары Хаттон роль фон Крамма исполнил актёр Саша Хен.

## Комментарии
1. ↑  Роль Тилдена как тренера сборной Германии с 1935 года отмечается в его собственных мемуарах, а также в мемуарах Теда Тинлинга. В то же время немецкий историк спорта Хайнер Гиллмайстер ставит это утверждение под сомнение, указывая, что капитаном германской сборной был Генрих Клайншрот, а сам Тилден всего за несколько недель до межзонального финала 1937 года играл в профессиональном турнире в Кёльне, тогда как его работа со сборной в газетах того времени не отмечается[16].